# Exostesia
Exostesia is een mosdiertjesgeslacht uit de familie van de Chaperiidae en de orde Cheilostomatida. De wetenschappelijke naam ervan is in 1948 voor het eerst geldig gepubliceerd door Brown.

## Soorten
- Exostesia didomatia Brown, 1948
- Exostesia parki Brown, 1952  †